# Benadir-Gesellschaft
Die Benadir-Gesellschaft (italienisch Società Anonima Commerciale Italiana del Benadir, englisch Benadir Company) war ein italienisches Unternehmen mit Sitz in Mailand, das vom Königreich Italien von 1895 bis 1905 mit der Verwaltung Italienisch-Somalilands betraut war. Hierzu war das Unternehmen mit weitreichenden Hoheitsrechten wie dem Zoll-, Steuer- und Münzregal ausgestattet worden. Aufgrund jährlicher finanzieller Zuwendungen durch den italienischen Staat erwirtschafte das Unternehmen kleine Gewinne, aber wegen interner Streitigkeiten unter den Verwaltungsbeamten und ausbleibender Erfolge im Kampf gegen den Sklavenhandel in Somalia entzog die italienische Regierung der Gesellschaft 1905 das Mandat und stellte die Kolonie unter ihre direkte Verwaltung.

## Vorgeschichte
Die Orte Kismajo, Brava, Merca, Mogadischu und Warsheikh waren seit etwa 1840 Exklaven des Sultanats Sansibar unter direkter Herrschaft lokaler Fürsten oder Gouverneure (wali), die dem Sultan tributpflichtig waren. Sie bildeten das sogenannte Benadir, was auf Kisuaheli Hafenorte bedeutet. Weiter nördlich lagen die Sultanate Obbia und Mijertein im heutigen Puntland.

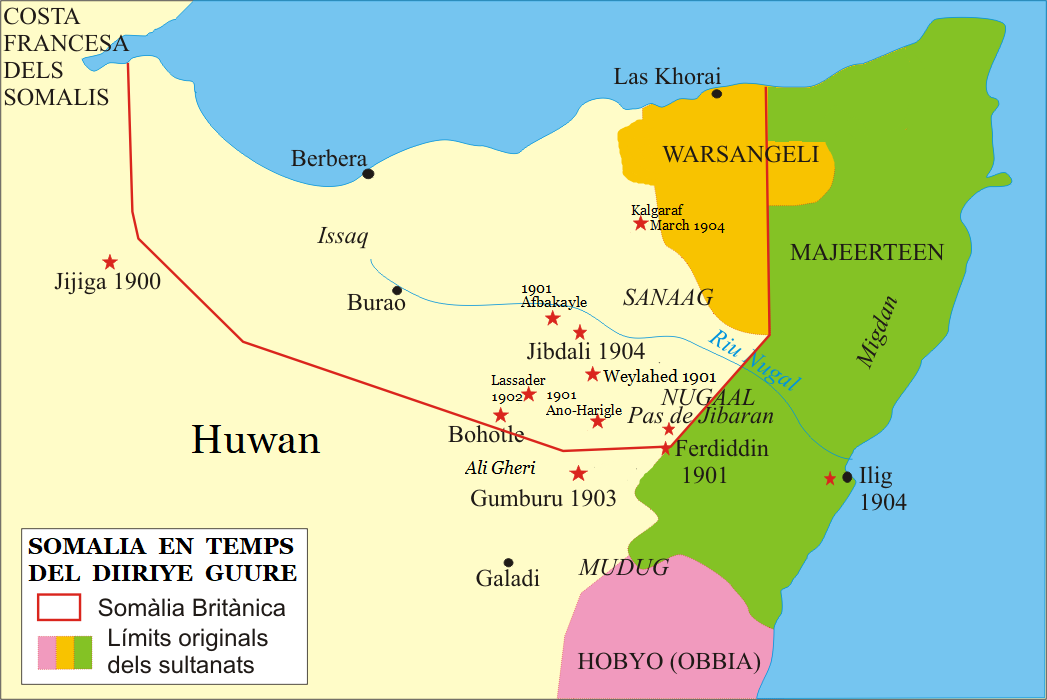
Karte des nördlichen Somalia mit den Sultanatsgrenzen um 1890

Der italienische Konsul auf Sansibar, Vincenzo Filonardi, hatte seit der Öffnung des Suez-Kanals in Ostafrika gelebt und durch den Handel mit Gewürznelken ein Vermögen erworben. Mitte der 1880er Jahre unterstützte er italienische Kolonial-Interessen um die Erwerbung der Hafenorte an der somalischen Küste, an denen auch das Deutsche Kaiserreich (siehe Deutsch-Somaliküste) und Großbritannien interessiert waren. Filonardi bemühte sich zunächst um eine Abtretung der Hafenorte durch den Sultan von Sansibar. Als sich die Verhandlungen verzögerten und im Sultanat Obbia eine Revolte ausbrach, nutzte er die Gelegenheit und schloss am 7. April 1889 einen Protektoratsvertrag mit Sultan Jussuf Ali von Obbia, dem wenige Tage später ein ähnlicher Vertrag mit dem Sultan von Mijertein folgte. Am 3. August 1889 einigten sich Filonardi und die Imperial British East Africa Company, die im Gebiet des heutigen Kenia operierte, auf einen Grenzvertrag und vier Wochen später stimmte auch Chalifa ibn Said, der Sultan von Sansibar, den Verträgen zu. Allerdings lehnte das italienische Parlament eine direkte Verwaltung Somalias ab, das vom Fluss Juba bis zum Kap Guardafui reichte, und durch einen Regierungswechsel in Italien wurde die Ratifizierung der Protektoratsverträge sowie die Festsetzung einer jährlichen Entschädigungszahlung für den Sultan von Sansibar verzögert.

## Die Filonardi-Gesellschaft
Erst 1892 wurden die Entschädigungszahlungen für den Sultan von Sansibar auf 200.000 indische Rupien für das erste Jahr und 160.000 Rupien in den folgenden Jahren festgesetzt und Italien konnte die Kontrolle über Benadir übernehmen. Da die italienische Regierung das Protektorat nicht selbst verwalten wollte, gründete Filonardi eine Gesellschaft mit Sitz in Rom (V. Filonardi e Co), um diese Aufgabe zu übernehmen. Zur Unterstützung zahlte Italien der Gesellschaft jährlich 350.000 Lire. Der Gesellschaft standen alle Zolleinnahmen zu, dafür war sie verpflichtet den Sklavenhandel zu unterbinden. Am 21. September 1891 wurden alle wali und lokalen Sultane zu einer Zeremonie nach Sansibar eingeladen, mit der die Machtübernahme der italienischen Gesellschaft dokumentiert wurde.
Bereits die ersten Maßnahmen Filonardis, die das Eigentum an unbebautem Land der Krone und damit faktisch seiner Gesellschaft übertrug oder das exklusive Recht des Holzeinschlags, brachte ihn in Konflikte mit lokalen Machthabern und den alten arabischen Eliten in Benadir. Der Widerstand gegen die neuen Kolonialherren begann fast unverzüglich, bereits im November 1893 kam es zu ersten bewaffneten Zusammenstößen zwischen Somalis und Italienern. Filonardi hatte nicht mit Kosten für eine militärische Durchsetzung der Herrschaft gerechnet und forderte weitere Subsidien des italienischen Staates und eine Reduktion der Entschädigungszahlungen für den Sultan von Sansibar. Der italienische Außenminister verweigerte Zahlungen und forderte Filonardi auf, von seinem Posten als Generalkonsul zurückzutreten.
Geringere Einnahmen als erwartet und zusätzliche Ausgaben für die militärische Sicherheit, führten ab 1894 zu finanziellen Verlusten der Gesellschaft. Außerdem brachten der neue Konsul in Sansibar, Antonio Cecchi, und sein Neffe, der Mailänder Industrielle Giorgio Mylius, die Filonardi-Gesellschaft bei der italienischen Regierung in Misskredit. Cecchi und Mylius verfolgten den Plan, Benadir unter direkte italienische Kontrolle zu bringen. Da die italienische Regierung nach der Niederlage bei Adua 1896 zwar weiterhin eine direkte Regierungsübernahme ablehnten, aus militärischen und Prestigegründen aber Somalia nicht aufgeben wollten, gründeten Mylius und Cecchi in Rom die Benadir-Gesellschaft, um die Geschäfte von Filonardi zu übernehmen.

## Die Verwaltung Somalias durch die Benadir-Gesellschaft
Als Resultat erfolgreicher Lobbyarbeit gegen die Filonardi-Gesellschaft, wurde im April 1896 der Benadir-Gesellschaft die Verwaltung übertragen. Die Gesellschaft stand unter einer königlichen Charta, mit der sie das Zoll-, Post- und Münzregal sowie weitreichende Polizei- und Justizgewalt erhielt. Auch das Landeigentum unbebauten Landes und die Abbaurechte von Bodenschätzen erhielt die Benadir-Gesellschaft. Als jährliche Subsidien des italienischen Staats sollten in den ersten 12 Jahren 400.000 Lire, danach 300.000 Lire gezahlt werden. Im Gegenzug hatte sich die Gesellschaft zur Unterbindung des Sklaven- und Waffenhandels zu verpflichten sowie die italienische Flagge zu hissen. Alle Direktoren mussten Italiener sein und mindestens zwei Drittel des Kapitals von italienischen Investoren bereitgestellt werden. Dieser Vertrag hatte eine Mindestlaufzeit von 25 Jahren, die Benadir-Gesellschaft konnte ihn nach 12 Jahren kündigen.
Am 15. Juli 1896 übernahm die Benadir-Gesellschaft die Verwaltung Somalias. Bis September blieb Vincenzo Filonardi als Interims-Verwalter für Somalia zuständig, danach verließ der erfahrene und in der lokalen Politik versierte Geschäftsmann Benadir.
Bereits im November 1896 war die italienische Herrschaft bedroht, als äthiopische Truppen nach Somalia eindrangen. In einem Gefecht bei Lafole wurde der Generalkonsul und Direktor der Benadir-Gesellschaft Antonio Cecchi tödlich verwundet. Erst im folgenden Jahr stellte sich heraus, dass Cecchis kleine Truppe nicht von äthiopischen Soldaten, sondern von somalischen Stammeskriegern angegriffen worden waren. Einige Araber, die ihre unter Filonardi erworbenen Vorteile erhalten wollten, hatten sie dazu angestachelt.
Neuer Direktor wurde Emilio Dulio und vom Außenministerium wurde Commodore Giorgio Sorrentino mit der Wiederherstellung der Ordnung betraut. Sorrentino befriedete Somalia gewaltsam mit Strafexpeditionen gegen Aufständische und der Errichtung kleiner Militärposten (presidios), die mit arabischen Söldnern bemannt wurden. Dulio wurde im Jahre 1900 auch offiziell als Gouverneur Somalias bestellt, nachdem die königliche Charta im Dezember 1899 vom Parlament verabschiedet worden war.
Neben den Zolleinnahmen, versuchte die Gesellschaft Einnahmen aus der Landwirtschaft zu erzielen und teilte unbebautes Land mittellosen Tagelöhnern und Kleinbauern aus Süditalien zu. Vor allem Zuckerrohr und Baumwolle sollten einen Beitrag zur Wirtschaft Somalias leisten. Doch die armen Bauern hatten weder ausreichendes Kapital, noch die notwendigen Kenntnisse für diese Form der Kolonialwirtschaft, so dass die meisten Unternehmungen fehlschlugen. Trotzdem wies die Gesellschaft, vor allem dank der italienischen Unterstützungszahlungen, jährlich kleine Gewinne aus.
Das Ende der Gesellschaft wurde durch persönliche Streitigkeiten zwischen den italienischen Verwaltungsbeamten der Gesellschaft und Gouverneur Dulio herbeigeführt. Grund hierfür war unter anderem sehr unterschiedliche Besoldung ähnlicher Verwaltungsposten. Es bildeten sich Cliquen von Gegnern und Unterstützern des Gouverneurs. Ende 1902 beschwerten sich Gegner des Gouverneurs, dass die Sklaverei nicht unterbunden, sondern geduldet, in einigen Fällen sogar von italienischen Offiziellen gefördert wurde. So kauften beispielsweise italienische Offiziere Sklavenmädchen, um sie sexuell auszubeuten. Dulio hatte, um einen Aufstand der Araber zu vermeiden, auf eine Verfolgung von Sklavenhändlern verzichtet. Obwohl man in Italien keine Maßnahmen gegen den Gouverneur ergriff, war durch die Anschuldigungen aus den Reihen der Verwaltungsbeamten das Vertrauen zwischen der Regierung in Rom und der Kolonialverwaltung nachhaltig gestört. Ende 1903 begann das Außenministerium Verhandlungen mit dem Sultan von Sansibar, die das Ziel hatten, eine direkte italienische Herrschaft über Somalia zu erlangen. Diese Verhandlungen wurden Anfang des Jahres 1905 erfolgreich abgeschlossen und im Mai übernahm Luigi Mercatelli die Kolonie als königlicher Generalbevollmächtigter.

### Geldwesen
Auf dem Gebiet des heutigen Somalia waren gegen Ende des 19. Jahrhunderts zwei verschiedene Währungen in Umlauf. Arabische Händler nutzten vorwiegend die indische Silber-Rupie und im Handel mit Innerafrika war der Maria-Theresien-Taler in Gebrauch. Filonardi gab 1893 die erste Banknote zu 5 Rupien heraus. Die Benadir-Gesellschaft machte von ihrem Münzregal keinen Gebrauch und verwendete die indische Rupie, die nach äthiopischem Vorbild in 64 Besa unterteilt wurde. Ein Besa entsprach einem italienischen Centimo, deshalb versuchte die Benadir-Gesellschaft 1902/03 italienische 25-Centesimi-Münzen einzuführen, die einem Sechstel Maria-Theresien-Taler entsprachen. Da diese nur wenig Akzeptanz erfuhren, wurde auf eine weitere Verbreitung italienischer Münzen verzichtet.

### Postdienst

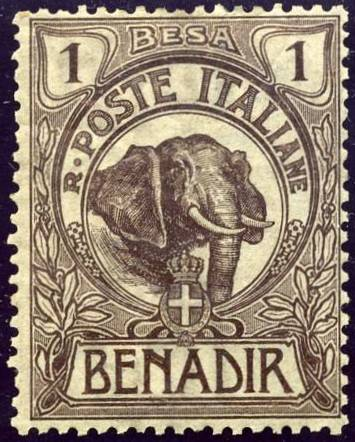
Briefmarke zu 1 Besa, ausgegeben am 1. November 1903

Bekannt ist die Benadir-Gesellschaft heute noch unter Philatelisten, die sich mit den Briefmarken Somalias beschäftigen. Im November 1903 richtete die Benadir-Gesellschaft den ersten Postdienst in den Orten Brava, Itala, Merca, Mogadischu, Obbia und Warsheikh ein. Hiefür wurden Briefmarken mit der Inschrift Poste Italiane Benadir mit der Abbildung von Elefanten- bzw. Löwenköpfen geschaffen. Die Marken tragen eine Währungsangabe in Indischer Rupie und deren Untereinheiten Anna und Besa. Nach der Einführung der Lira-Währung 1905 wurden die großen Bestände von Benadir-Marken von der Postverwaltungen Italienisch-Somalias und Italienisch-Eritreas bis 1926 mit neuen Wertaufdrucken aufgebraucht.